# Chaliuny Boldbátar
Chaliuny Boldbátar nebo Boldbátar Chaliun (* 20. října 1971) je bývalý mongolský zápasník – judista a sambista.

## Sportovní kariéra
V mongolské sambistické a judistické reprezentaci se pohyboval od roku 1991 v lehké váze do 71 (73) kg. Připravoval se v armádním sportovním klubu Aldar. V roce 1992 startoval na olympijských hrách v Barceloně, kde ve čtvrtfinále prohrál na ippon technikou seoi-nage s Maďarem Bertalanem Hajtósem a obsadil dělené 7. místo.
V roce 1996 se kvalifikoval na olympijských hrách v Atlantě. V semifinále takticky nezvládl zápas s Japoncem Kenzó Nakamurou a podlehl mu po dvou penalizacích na juko. V boji o třetí místo nastoupil proti Francouzi Christophu Gaglianovi. Francouzův styl boje mu od úvodu neseděl a v polovině zápasu prohrál po dvou wazari na wazari-ippon. Obsadil dělené 5. místo.
V roce 1998 vyhrál prestižní asijské hry v thajském Bangkoku a získal titul mistra světa v zápasu sambo ve velterové váze do 74 kg. V roce 2000 se na své třetí olympijské hry v Sydney nekvalifikoval. Sportovní kariéru ukončil v roce 2002. Věnuje se trenérské práci. Jeho manželkou je mongolská zápasnice Mönchzajá.

## Výsledky
| Turnaj            | 1991       | 1992       | 1993       | 1994       | 1995       | 1996       | 1997       | 1998       | 1999       | 2000       | 2001       |
| Turnaj            | 20         | 21         | 22         | 23         | 24         | 25         | 26         | 27         | 28         | 29         | 30         |
| Turnaj            | lehká váha | lehká váha | lehká váha | lehká váha | lehká váha | lehká váha | lehká váha | lehká váha | lehká váha | lehká váha | lehká váha |
| ----------------- | ---------- | ---------- | ---------- | ---------- | ---------- | ---------- | ---------- | ---------- | ---------- | ---------- | ---------- |
| Olympijské hry    |            | 7.         |            |            |            | 5.         |            |            |            | —          |            |
| Mistrovství světa | —          |            | —          |            | úč.        |            | 5.         |            | úč.        |            | úč.        |
| Asijské hry       |            |            |            | 3.         |            |            |            | 1.         |            |            |            |
| Mistrovství Asie  | 2.         |            | ?          |            | 3.         | ?          | 2.         |            | 2.         | 7.         | 3.         |
| Univerziáda       |            |            |            |            | —          |            |            |            | 1.         |            |            |